# Punakha (ville)
Punakha est une ville du Bhoutan, localisée dans le district également appelé district de Punakha. Punakha a été la capitale du Bhoutan et le siège du gouvernement jusqu'en 1955.
Elle est située à 72 km de Thimphou, la capitale actuelle. Il faut compter environ 3 heures en voiture pour relier les deux villes. Contrairement à Thimphou, le climat de Punakha est doux l'hiver et chaud l'été.